# 尤洛吉 (密西西比州)
尤洛吉（英語：Eulogy）是位於美國密西西比州霍爾姆斯縣的非建制地區。

## 歷史
尤洛吉的郵局於1849年設立，其後於1909年停運。此地於1900年時有37人。

## 地理
尤洛吉所處的海拔為高於海平面93米（即305英呎），而該地所採用的時區為UTC-6，即北美中部時區（CST）。同時該地設有夏令時間，為UTC-6調快一小時，即UTC-5（CDT）。